# Іоланда Барська
Іоланда Барська (кат. Violant de Bar ; бл. 1365, Північна Франція — 3 липня 1431, Барселона) — королева Арагонського королівства, дружина Хуана I Арагонського.

## Життєпис

### Ранні роки
Іоланда була донькою герцога Барського Роберта I та його дружини Марії де Валуа (1344–1404). Її дідусем по батьковій лінії був Генріх IV де Бар, а по материнській — Іоанн II Французький.
Іоланда була восьмою з одинадцяти дітей герцога. Вона вийшла заміж у 1380 році у 15-річному віці за інфанта Хуана, герцога Жиронського, спадкоємець престолу Арагона, ставши таким чином герцогинею Жиронською та графинею Сервера.

### Королева Арагона
У 1387 році чоловік Іоланда став королем Хуаном I Арагонським. Він часто хворів, тому Іоланда фактично керувала країною. Вона перетворила Арагонський двір на центр французької культури, особливу увагу приділяючи талановитим провансальським трубадурам.
Ще до сходження на престол Хуан і його брат, майбутній король Мартин I Арагонський, відмовлялися визнати четвертий шлюб свого батька Педро IV з Сибілою де Фортіа, оскільки він міг створити династичні проблеми, поставивши під загрозу права братів на престол.
Сибіла мала синів від зв'язку з Педро IV, але вони померли в дитинстві. Єдина донька, що вижила, Ізабелла Арагонська (1380–1424) за вказівкою Хуана I вийшла заміж за Хайме II Урхельського. Сібіла була поміщена під домашній арешт у Барселоні, де вона і залишалася все життя. До неї ставилися з повагою, але тримали під пильним наглядом.

### Вдовуюча королева
Після смерті Хуана I в 1396 році Іоланда присвятила себе вихованню їх єдиної Іоланди, що вижила.
Падчерка Іоланди Хуана, донька короля Хуана I від його першого шлюбу з Мате де Арманьяк, спробувала заявити свої права на престол Арагона. Але арагонські кортеси обрали королем брата Хуана I — сицилійського короля Мартина, який став королем під ім'ям Мартин I. Чоловік Хуани Матьє де Фуа, користуючись тим, що Мартин I був зайнятий придушенням повстання в Сицилії, спробував завоювати собі трон Арагона, покликавши на допомогу Іоанна Беррійського, але успіху не досяг і був розбитий.
Іоланда де Бар померла в Барселоні 13 серпня 1431 року на 67-му році життя.

## Родина
Чоловік — Хуан I, король Арагону
Діти:
1. Жак (1382—1388) — герцог Жиронський
2. Іоланда (1384—1443) — з 1400 року дружина Людовика II, короля Неаполя, видана заміж в 1400 році за Людовіка II Анжуйського, зіграла важливу роль в історії Франції в період Столітньої війни .
3. Фердинанд (1389) — герцог Жиронський і граф Сервера
4. Антонія (1391—1392)
5. Іоанн (1392—1396)
6. Елеонора (1393)
7. Петро (1394)
8. Іоанна (1396)